# Freda Meissner-Blau
Freda Meissner-Blau, född 11 mars 1927 i Dresden, död 22 december 2015 i Wien, var en österrikisk politiker. Hon var en viktig person inom Österrikes miljörörelse och partiet De grönas första ordförande.

## Liv och karriär
Meissner-Blau växte upp i Dresden och Linz och bombningen av Dresden 1945 gjorde henne till pacifist. Hon utbildade sig till sjuksköterska och läste medicin och publicistik. Hon jobbade i Kongo och Paris. Från 1962 till 1968 var hon generalsekretär för Institut für Höhere Studien i Wien.
År 1970 gifte hon sig med den socialdemokratiska publicisten Paul Blau och blev medlem i SPÖ. I början av  1970-talet engagerade hon  sig emot kärnkraft och kritiserade socialdemokraterna för deras position i kärnkraftsfrågor. Hennes protester mot kärnkraftverket Zwentendorf gjorde henne populär och hon var galjonsfigur för protesterna mot ett vattenkraftverk nära Hainburg 1984.
År 1986 var Meissner-Blau partiet de grönas kandidat i förbundspresidentsvalet och fick omkring 5 % av rösterna. Hennes kandidatur var avgörande för föreningen av olika gröna partier i Österrike. Några månader senare  fick de gröna tillräckligt många röster i Nationalrådsvalet 1986 för att väljas in i parlamentet. 
Meissner-Blau, som var den enda kvinnliga parlementarikern bland de åtta gröna, utsågs till ledare för den gröna klubben i parlamentet. Positionen behöll hon till 1988 då hon drog sig tillbaka eftersom hon tyckte att de gröna parlamentarierna hade blivit för välanpassade.